# Clint Richardson
Clint Dewitt Richardson Jr. (nacido el 7 de agosto de 1956 en Seattle, Washington) es un exjugador de baloncesto estadounidense que jugó ocho temporadas en la NBA. Con 1,90 metros de estatura, lo hacía en la posición de escolta.

## Trayectoria deportiva

### Universidad
Jugó durante cuatro temporadas con los Chieftains de la Universidad de Seattle, en las que promedió 17,5 puntos y 7,1 rebotes por partido.

### Profesional
Fue elegido en la trigésimo sexta posición del Draft de la NBA de 1979 por Philadelphia 76ers, donde se puso a las órdenes de Billy Cunningham. En su primera temporada, saliendo desde el banquillo, promedió 6,3 puntos y 2,4 rebotes por partido, disputando sus primeras Finales de la NBA ante Los Angeles Lakers, que perdieron 4-2.
Jugó cinco temporadas más en los Sixers, siempre como suplente de Julius Erving o Lionel Hollins. Volvió a disputar unas Finales en 1982, repitiendo rival y repitiendo resultado. Esa temporada colaboró con 4,6 puntos y 1,6 rebotes por partido. Pero al año siguiente pudo por fin resarcirse, alcanzando de nuevo las Finales ante los Lakers, pero esta vez derrotándolos por un contundente 4-0. Richardson, actuando como sexto hombre, promedió 7,6 puntos y 3,2 rebotes por partido.
Antes del comienzo de la temporada 1985-86 fue traspasado a Indiana Pacers a cambio de dos futuras rondas del draft. Allí ocupó el puesto de titular en su primer año, el mejor de su carrera a nivel estadístico, promediando 9,7 puntos y 4,5 asistencias por partido, pero al año siguiente la llegada de John Long al equipo le llevó al banquillo, bajando su rendimiento y siendo despedido al término de la temporada.

## Estadísticas de su carrera en la NBA

### Temporada regular
| Temporada | Edad | Equipo             | Liga | P   | TIT | MIN  | TC  | TCA | %TC  | 3P  | 3PA | %3P   | TL  | TLA | %TL  | R.OF. | R.DEF. | REB | ASIS | ROB | TAP | PER | FP  | PTS |
| 1979-80   | 23   | Philadelphia 76ers | NBA  | 52  |     | 19.0 | 3.1 | 6.7 | .457 | 0.0 | 0.1 | .333  | 0.5 | 0.9 | .622 | 1.1   | 1.3    | 2.4 | 2.1  | 0.5 | 0.3 | 1.2 | 1.9 | 6.7 |
| 1980-81   | 24   | Philadelphia 76ers | NBA  | 77  |     | 17.1 | 2.9 | 6.0 | .489 | 0.0 | 0.0 | .000  | 1.1 | 1.4 | .778 | 1.1   | 1.2    | 2.3 | 2.0  | 0.5 | 0.1 | 1.4 | 1.3 | 7.0 |
| 1981-82   | 25   | Philadelphia 76ers | NBA  | 77  | 0   | 13.5 | 1.8 | 4.0 | .452 | 0.0 | 0.0 | 1.000 | 0.9 | 1.1 | .784 | 0.7   | 0.8    | 1.5 | 1.4  | 0.5 | 0.1 | 1.0 | 1.4 | 4.6 |
| 1982-83   | 26   | Philadelphia 76ers | NBA  | 77  | 1   | 22.8 | 3.4 | 7.3 | .463 | 0.0 | 0.1 | .000  | 0.9 | 1.4 | .640 | 1.3   | 1.9    | 3.2 | 2.2  | 0.9 | 0.2 | 1.3 | 2.1 | 7.6 |
| 1983-84   | 27   | Philadelphia 76ers | NBA  | 69  | 12  | 22.8 | 3.2 | 6.9 | .467 | 0.0 | 0.1 | .000  | 1.1 | 1.5 | .767 | 0.9   | 1.5    | 2.4 | 2.2  | 0.7 | 0.3 | 1.4 | 2.1 | 7.6 |
| 1984-85   | 28   | Philadelphia 76ers | NBA  | 74  | 20  | 20.7 | 2.5 | 5.5 | .453 | 0.0 | 0.0 | .333  | 1.0 | 1.2 | .854 | 0.8   | 1.3    | 2.1 | 2.1  | 0.5 | 0.2 | 1.1 | 1.9 | 6.0 |
| 1985-86   | 29   | Indiana Pacers     | NBA  | 82  | 61  | 27.1 | 4.1 | 9.0 | .455 | 0.0 | 0.1 | .111  | 1.5 | 1.8 | .837 | 0.8   | 2.2    | 3.1 | 4.5  | 0.7 | 0.1 | 1.7 | 1.9 | 9.7 |
| 1986-87   | 30   | Indiana Pacers     | NBA  | 78  | 14  | 17.9 | 2.8 | 6.0 | .467 | 0.1 | 0.2 | .353  | 0.8 | 0.9 | .797 | 0.7   | 1.2    | 1.8 | 3.1  | 0.6 | 0.1 | 1.1 | 1.4 | 6.4 |
| Total     |      |                    | NBA  | 586 | 108 | 20.2 | 3.0 | 6.4 | .463 | 0.0 | 0.1 | .244  | 1.0 | 1.3 | .770 | 0.9   | 1.4    | 2.4 | 2.5  | 0.6 | 0.2 | 1.3 | 1.7 | 7.0 |

### Playoffs
| Temporada | Edad | Equipo             | Liga | P  | MIN  | TCA | TC  | 3PA | 3P | TLA | TL | R.OF. | REB | ASIS | ROB | TAP | PER | FP  | PTS | %TC  | %3P  | %FT  | MIN  | PTS | REB | AST |
| 1979-80   | 23   | Philadelphia 76ers | NBA  | 3  | 3    | 1   | 3   | 0   | 2  | 0   | 0  | 0     | 0   | 0    | 1   | 0   | 1   | 0   | 2   | .333 | .000 |      | 1.0  | 0.7 | 0.0 | 0.0 |
| 1980-81   | 24   | Philadelphia 76ers | NBA  | 13 | 181  | 20  | 38  | 0   | 0  | 9   | 17 | 9     | 21  | 12   | 6   | 3   | 8   | 15  | 49  | .526 |      | .529 | 13.9 | 3.8 | 1.6 | 0.9 |
| 1981-82   | 25   | Philadelphia 76ers | NBA  | 21 | 415  | 47  | 104 | 0   | 0  | 17  | 30 | 29    | 69  | 40   | 13  | 5   | 21  | 48  | 111 | .452 |      | .567 | 19.8 | 5.3 | 3.3 | 1.9 |
| 1982-83   | 26   | Philadelphia 76ers | NBA  | 13 | 319  | 37  | 83  | 0   | 0  | 14  | 17 | 14    | 39  | 23   | 15  | 3   | 14  | 37  | 88  | .446 |      | .824 | 24.5 | 6.8 | 3.0 | 1.8 |
| 1983-84   | 27   | Philadelphia 76ers | NBA  | 5  | 115  | 13  | 23  | 0   | 0  | 11  | 12 | 4     | 16  | 10   | 3   | 1   | 4   | 17  | 37  | .565 |      | .917 | 23.0 | 7.4 | 3.2 | 2.0 |
| 1984-85   | 28   | Philadelphia 76ers | NBA  | 13 | 281  | 53  | 94  | 0   | 0  | 9   | 10 | 14    | 38  | 27   | 10  | 2   | 17  | 23  | 115 | .564 |      | .900 | 21.6 | 8.8 | 2.9 | 2.1 |
| 1986-87   | 30   | Indiana Pacers     | NBA  | 4  | 73   | 7   | 12  | 0   | 1  | 2   | 4  | 3     | 10  | 8    | 0   | 0   | 5   | 12  | 16  | .583 | .000 | .500 | 18.3 | 4.0 | 2.5 | 2.0 |
| Total     |      |                    | NBA  | 72 | 1387 | 178 | 357 | 0   | 3  | 62  | 90 | 73    | 193 | 120  | 48  | 14  | 70  | 152 | 418 | .499 | .000 | .689 | 19.3 | 5.8 | 2.7 | 1.7 |